# المحافظة الجنوبية (سيراليون)
المحافظة الجنوبية (بالإنجليزية: Southern Province, Sierra Leone)‏ هي محافظة في سيراليون، بلغ عدد سكانها 1,377,067 نسمة وذلك حسب إحصائيات سنة 2004، عاصمتها بو، تبلغ مساحتها 19,694.0 كيلومتر مربع.

## التقسيمات الإدارية
تنقسم المنطقة لـ 4 ضواحي (مقاطعات)، التي تنقسم بدورها لـ 52 مشيخة.
| المنطقة | المركز     | المساحة   | السكان (إحصاء 2015) | المشيخات |
| ------- | ---------- | --------- | ------------------- | -------- |
| بو      | بو         | 5219 كم²  | 574201 نسمة         | 15       |
| بونتي   | ماترو جونغ | 3468 كم²  | 200.730 نسمة        | 11       |
| مويامبا | مويامبا    | 6902 كم²  | 318،064 نسمة        | 14       |
| بوجيهون | بوجيهون    | 4،105 كم² | 345.577 نسمة        | 12       |